# Diario dell'anno della peste
Diario dell'anno della peste o La peste di Londra (A Journal of the Plague Year) è un romanzo storico di Daniel Defoe pubblicato anonimo nel 1722, col titolo-sommario: «A Journal of the Plague Year, being observations or memorials of the most remarkable occurrences, as well public as private, which happened in London during the last great visitation in 1665. Written by a Citizen who continued all the while in London. Never made public before (Diario dell'anno della peste, contenente osservazioni o testimonianze sugli avvenimenti più notevoli, pubblici e privati, che ebbero luogo a Londra durante l'ultima grande epidemia del 1665. Scritto da un cittadino che visse durante tutto quel tempo in Londra. Finora inedito).

## Trama
Diario dell'anno della peste si presenta come un volume di memorie autobiografiche di un personaggio immaginario, ma presentate come autentiche. L'epidemia di peste bubbonica che investì Londra nel 1665, anno in cui Daniel Defoe aveva solo 5 anni, si finge narrata in prima persona da un sellaio, il cui nome è indicato con le sole iniziali H.F. al termine del volume, il quale registra giornalmente in un diario gli avvenimenti in cui è coinvolto. Il tono dello scritto è stringato; vengono riportati tuttavia i provvedimenti legislativi per il controllo dell'epidemia, le statistiche parrocchiali, le osservazioni riguardanti la società.

## Critica

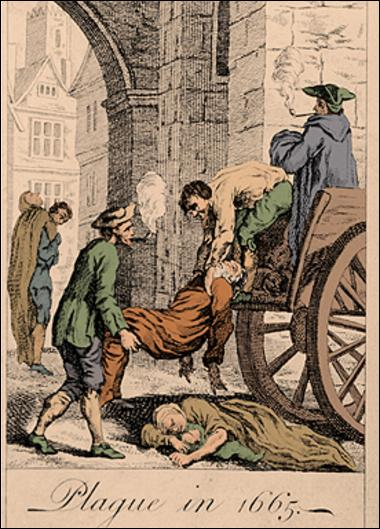
Raccolta dei cadaveri durante la Grande peste di Londra del 1665

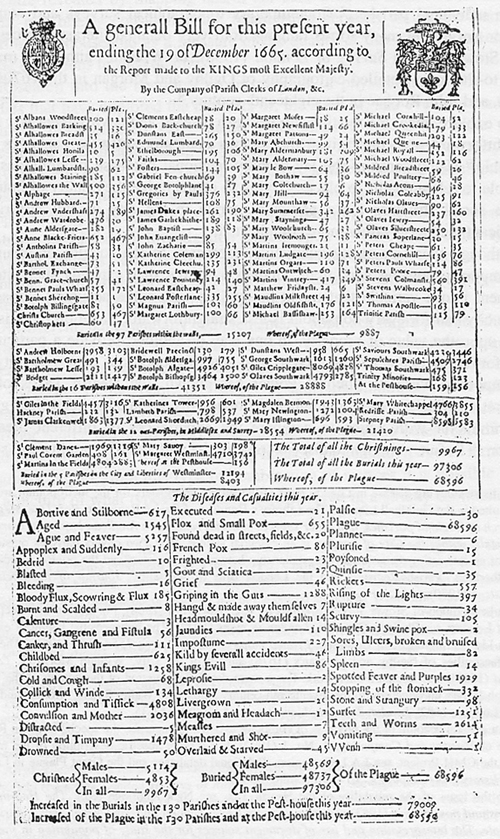
Statistiche sulla mortalità (Londra, 1665)

Si è discusso a lungo se il Diario sia interamente creazione di Defoe, oppure se Defoe abbia rielaborato un documento del 1665. La maggior parte degli studiosi sottoscrive la prima ipotesi. Infatti Defoe, che scriveva per immediato bisogno di guadagno, cercava argomenti che per qualche circostanza occasionale diventavano d'attualità; lo spunto per questo romanzo gli fu dato quasi sicuramente da un'epidemia di peste che si sviluppò in Francia nel 1721. Defoe si accinse quindi a scrivere su di un argomento di attualità ricorrendo alla tecnica delle false memorie in prima persona già sperimentata con i precedenti romanzi Robinson Crusoe e Memorie di un cavaliere, utilizzando vecchi documenti e racconti orali.
Il Diario di Defoe sulla Grande peste di Londra del 1665 è stato spesso confrontato col diario di Samuel Pepys. Sebbene Defoe scrivesse di eventi accaduti molti anni prima, il suo stile giornalistico rende più realistiche le sue descrizioni. La descrizione della peste di Londra di Defoe è stata confrontata anche con la descrizione della peste nei Promessi Sposi di Alessandro Manzoni. Emilio Radius, nella «Prefazione» al Diario di Defoe tradotto da Elio Vittorini nel 1940, ritiene più efficace la prosa del Manzoni, e conclude: «Nel libro di Defoe c'è meno arte, meno maestria, meno meditazione, e più peste».

## Edizioni

### Edizioni in lingua inglese
- A journal of the plague year: being observations or memorials, of the most remarkable occurrences, as well publick as private, which happened in London during the last great visitation in 1665. Written by a citizen who continued all the while in London. London: printed for E. Nutt; J. Roberts; A. Dodd; and J. Graves, 1722
- Daniel Defoe, A journal of the plague year...; edited by Louis Landa; with a new introduction by David Robert, Oxford; New York: Oxford university press, 1998, Coll. Oxford worldʼs classics, ISBN 01-92836-18-8, ISBN 978-01-99555-72-7 (Ristampa 2009)

### Traduzioni in lingua italiana
- Daniel Defoe, La peste di Londra: 1722; traduzione di Elio Vittorini; prefazione di Emilio Radius, Coll. Grandi ritorni, Milano: Bompiani, 1940
- «Diario dell'anno della peste». In: Daniel De Foe, Opere, Vol. II, Firenze: Sansoni, 1957, pp. 373–649
- Daniel Defoe, Diario dell'anno della peste; traduzione di Giorgio De Rigo; introduzione di Anna Banti; cronologia e note a cura di Giuseppe Gaetano Castorina, Coll. Oscar classici n. 517, Milano: Mondadori, 2000, ISBN 88-04-48487-X
- Daniel Defoe, Diario dell'anno della peste; introduzione di Goffredo Fofi; traduzione di Antonietta Mercanti, Roma: Elliot, 2014, ISBN 978-88-6192-431-4